# Atari Lynx
Atari Lynx — портативна ігрова консоль виробництва компанії Atari Corporation.

## Можливості
Atari Lynx — перша портативна система з кольоровим екраном (4096 кольорів), підсвічуванням екрану і можливістю повороту екрану на 180° (для зручності лівшів). Консоль була випущена в тому ж 1989 році, що і Game Boy (з монохромним екраном). Для спільної гри декількох власників консолі передбачено об'єднання їх у мережу «ComLynx» (до 17 гравців, хоча більшість ігор підтримує тільки 8).
У розробці Atari Lynx взяли участь ЕрДжі Майкл і Дейв Морс (Ніддл) — двоє з розробників першої Amiga (Amiga 1000), які щойно пішли з Commodore в Atari за пропозицією Джека Треймела. Вони й реалізували весь основний дизайн системи. Так, було використано той самий буферизований екран з блітером, який зробив популярним комп'ютер Amiga. Інші інноваційні можливості — апаратне масштабування і «руйнування» спрайтів, що дозволило реалізувати на консолі ігри в ізометрії. Неперевершені (для того часу) можливості заливки полігонів (реалізовані блітером) за обмеженого використання процесора — це ще одна риса, успадкована від «великої» Amiga.
Спочатку ігри планувалося завантажувати з магнітофонної стрічки, але від неї відмовилися на користь модулів ПЗП. Однак дані з модуля було необхідно завантажувати в оперативну пам'ять, що зробило ігри повільнішими, ніж вони могли б бути. Система була розроблена компанією Epyx і придбана Atari в 1987 році. Інженери Atari прибрали вбудований динамік і джойстик під великий палець з корпусу, перед тим як випустити систему через 2 роки після розробки. Спочатку в Америці консоль пропонувалася за 189,95 дол. Особливо керівництво Atari засмутив той факт, що як платформа для розробки ігор під нову систему використовувалася Amiga.

## Історія
Хоча технологічно Atari Lynx у всьому перевершувала Game Boy, маркетинговий тиск Nintendo, використання «чужих» розробників, затримка з виходом ігор № 1 (в першу чергу, Tetris) призвели до того, що консоль стали вважати другорядним продуктом на ринку. Також вона постраждала від необхідності ставити більшу кількість елементів живлення (шість проти чотирьох у Game Boy), які до того ж витрачалися набагато швидше. Більш потужний процесор і підсвічування розряджали шість елементів AA за 4 години (5-6 годин для Atari Lynx II).
Корпус Atari Lynx був більшим, ніж необхідно. Компанія Atari повірила результатами одного дослідження, в якому споживачі говорили, що хочуть великі корпуси, оскільки це дасть їм більше можливостей за їхні гроші". Більша ж частина корпусу Atari Lynx заповнена повітрям. І нарешті, Atari Lynx коштувала значно дорожче, ніж Game Boy.
SEGA Game Gear слідувала подібній формулі виходу на ринок і відчувала ті ж самі проблеми (висока ціна, великий розмір, недовгий термін служби елементів живлення), але у SEGA був значно якісніший маркетинг і вдала реклама. Завдяки цьому результати були дещо кращими, у той час як Atari Lynx до середини 1990-х вже майже не зустрічалася на прилавках магазинів.
В даний час[коли?] існує невелика група фанатів цієї системи, що створюють і продають для неї ігри.

## Atari Lynx II

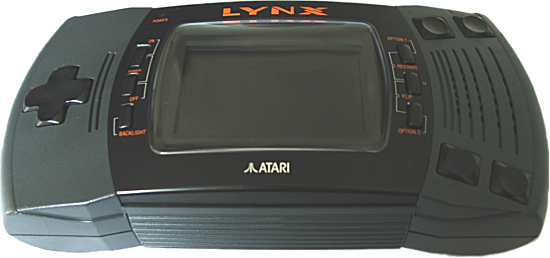
Atari Lynx II

У 1991 році Atari починає продавати Atari Lynx II з новим дизайном корпусу, незначно оновленим чипсетом і екраном. Оновлена консоль мала гумові вкладки на корпусі, більш чітке зображення і стерео-вихід замість монофонічного для навушників.

## Реакція
В огляді гральної системи в журналі Dragon в 1990 році Lynx отримав 5 з 5 зірок. В огляді зазначається, що Lynx "відкидає Gameboy в доісторичну епоху «, і відзначаються вбудовані можливості масштабування об'єктів, багатокористувацькі функції кабелю ComLynx та великий набір ігор.
Рідкі випуски програмного забезпечення Lynx та невеликий маркетинговий бюджет системи були названі основними причинами комерційної невдачі.

## Технічні характеристики

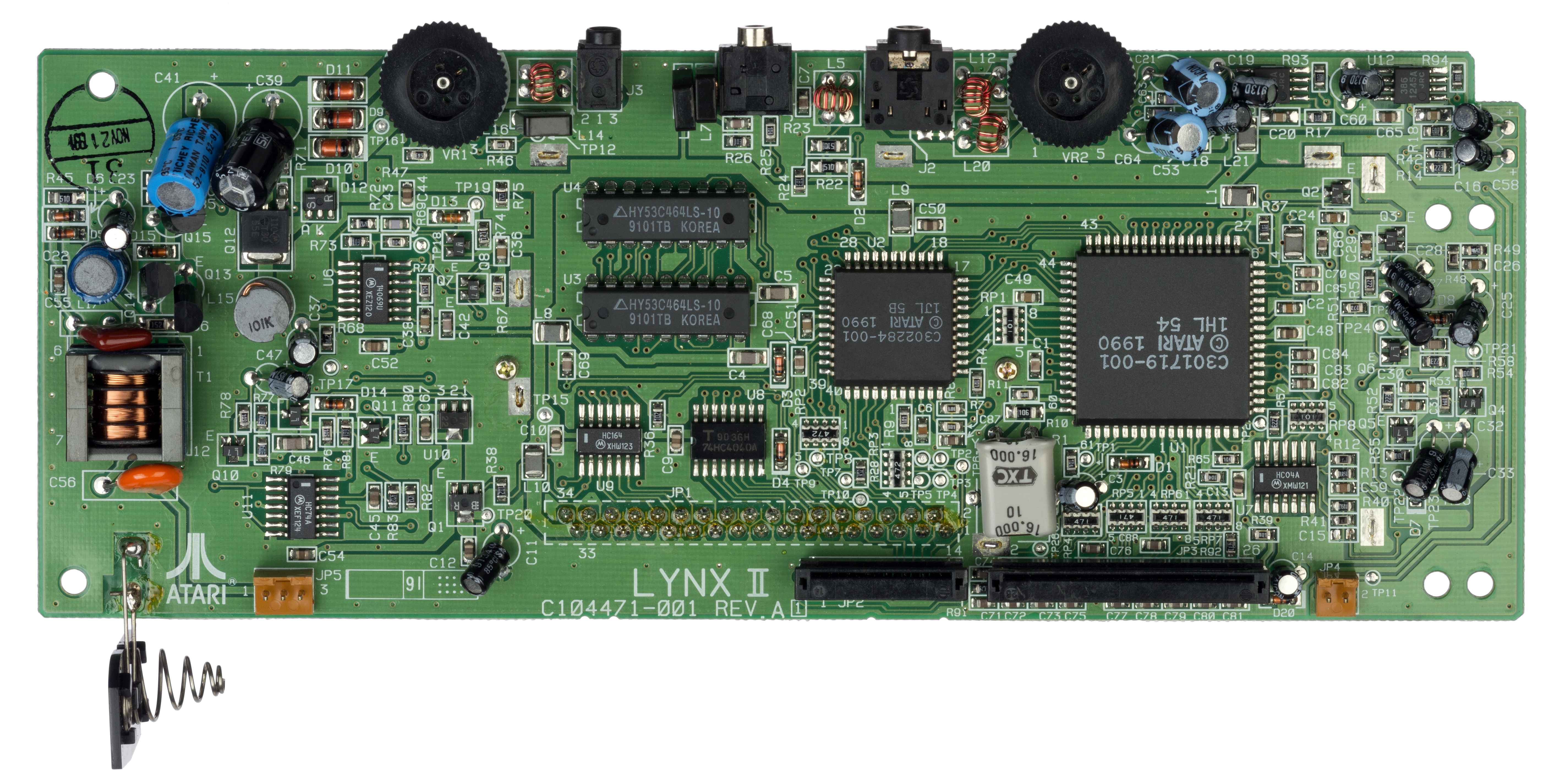
Материнська плата Atari Lynx II. Більший чип — „Мікі“, а менший — „Сюзі“.

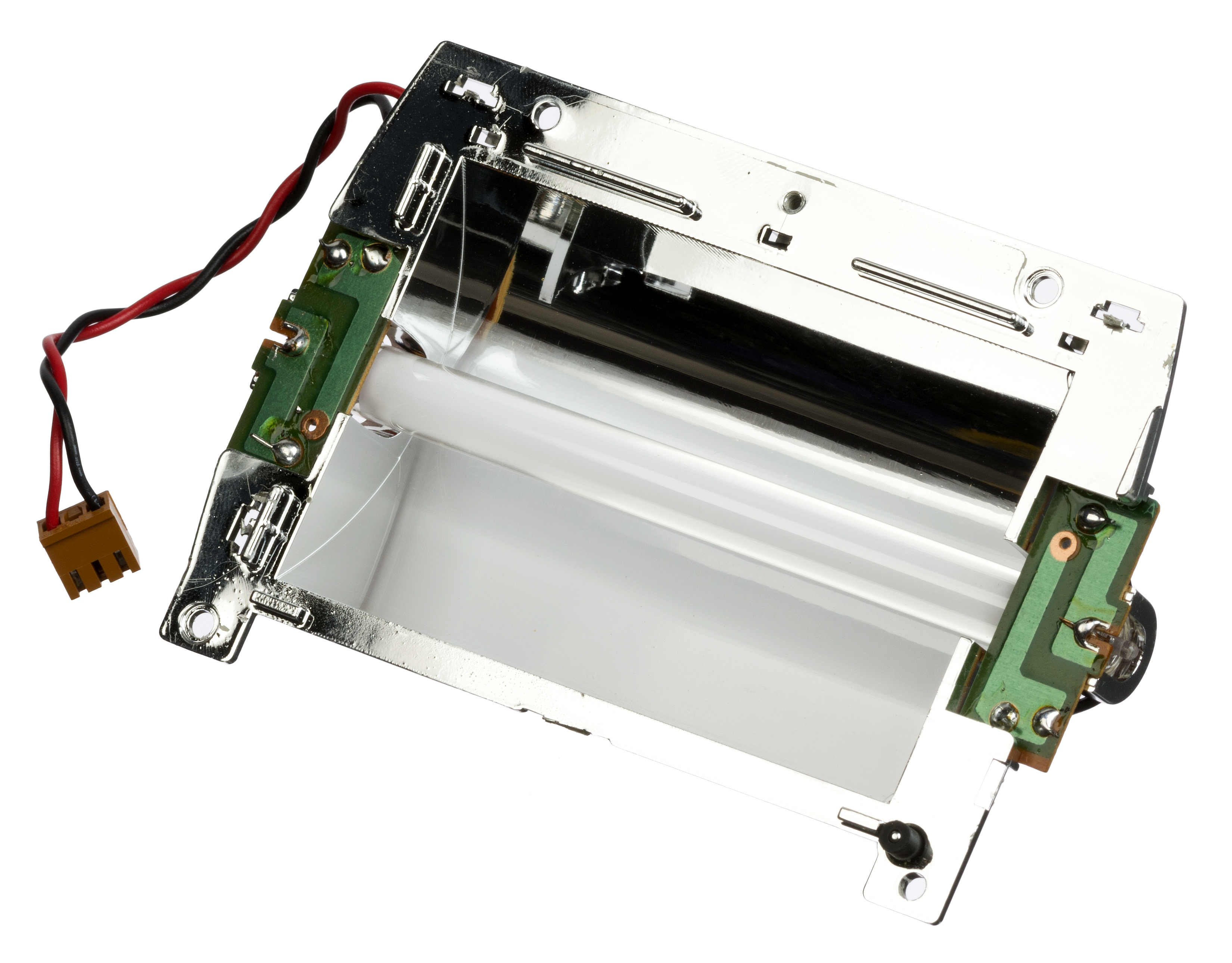
Підсвічування в Atari Lynx II. Трубка CCFL має високе енергоспоживання.

- „Мікі“ (16-бітний користувацький чип CMOS, що працює на 16 МГц)[4]
  - 8-бітний процесор 65SC02 від WDC[en] (на основі MOS 6502) працює на частоті до 4 МГц (в середньому 3,6 МГц)[5]
  - Звукова система
    - 4-канальний звук
    - 8-бітний ЦАП для кожного каналу (4 канали × 8-біт/канал = 32 біти, які зазвичай згадуються). Ці 4 звукові канали також можуть перемикатися в режимі потрійного аналогового звуку, щоб генерувати звукові ефекти, схожі на звук FM та PSG[en]. Atari повідомляє, що діапазон „на 100 Гц вище межі слуху людини“; аналіз спектру показує, що діапазон може досягати 32 Гц.[джерело?]
    - Стерео з панорамуванням (лише Lynx II PAG-0401, оригінал Lynx та ранній Lynx II є монофонічними)

  - Відео DMA драйвер для рідкокристалічного дисплея
    - Розроблені Джеєм Майнером та Девідом Морзе[en][6]
    - Роздільна здатність 160×102 пікселів
    - 4 096-колірна (12-бітна) палітра
    - 16 одночасних кольорів (4 біти) з палітри на рядок
    - Змінна частота кадрів (до 75 кадрів на секунду)

  - 8 системних таймерів (2 зарезервовані для керування РК-дисплеєм, один для UART)
  - Контролер переривань
  - UART (для Comlynx) (фіксований формат 8E1, до 62500 Bd)
  - 512 байтів ПЗП для запуску та завантаження ігрової картки
- „Сюзі“ (16-бітний спеціальний чип CMOS, що працює на 16 MHz)
  - Необмежена кількість блітерних „спрайтів“ із виявленням зіткнень
  - Ефекти масштабування, спотворення та нахилу апаратного спрайта
  - Апаратне декодування стиснутих даних спрайта
  - Апаратне відсікання та багатостороннє прокручування
  - Математичний рушій
    - Апаратне 16-біт×16-біт → 32-бітне множення з додатковим накопиченням; 32-біт ÷ 16-біт → 16-бітне ділення
    - Паралельна обробка процесором
- Оперативна пам'ять : 64 КБ 120ns DRAM
- Картриджі 128, 256, 512KiB і (з перемиканням банків) 1MiB
- Порти:
  - Порт для навушників (3.5 mm стерео; провідний для моно на оригінальному Lynx)
  - ComLynx (послідовний для з'єднання декількох пристроїв)
- РК-екран: діагональ 3,5»
- Відсік для елементів живлення: (шість AA) 4–5 годин (Lynx I) 5–6 годин (Lynx II)